# Berlini kémalagút

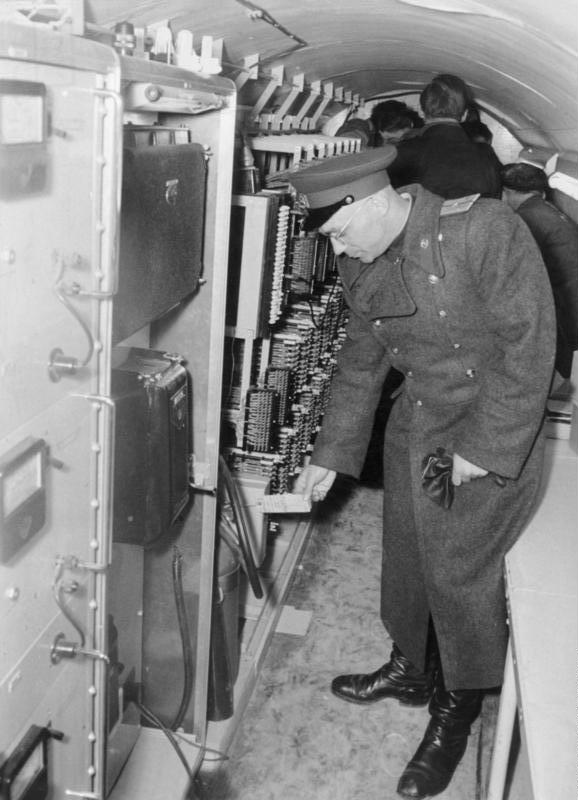
Szovjet tiszt az alagút végén lévő erősítő-teremben a leleplezés után

A berlini kémalagút története a hidegháború egyik nagy hírszerzési játszmája volt az 50-es években a nyugati és a szovjet titkosszolgálatok között, egyben az alagút-hadviselés példája. (A szakirodalom nagy része és a sajtó hagyományosan Operation Gold – Arany művelet – néven tartja nyilván, de hivatalos fedőneve PB Jointly volt.) A Nyugat-Berlinből kiinduló alagút révén az amerikai CIA és a brit Secret Intelligence Service lehallgattak több fontos kelet-berlini kommunikációs kábelköteget, amelyen az NDK-ban állomásozó szovjet haderők híradásának egy része is áthaladt. A műveletről a szovjet hírszerzés már a tervezés szakaszában tudomást szerzett George Blake kettős ügynök révén, de hagyta azt kibontakozni, majd egy idő után „véletlenül” leleplezte, és a hírszerzési csatát propaganda-harccá alakította át. A művelet során mindkét fél hatalmas emberi és anyagi erőforrásokat pazarolt el látszat-eredményekért.

## A művelet tervezése
A hidegháború időszakában mindkét fél életfontosságúnak tartotta a titkos adatok gyűjtését egymás haderejéről. Európában két hely is volt, ahol a szovjet hadsereg kommunikációs vonalai elérhető távolságban voltak a nyugati hírszerző szolgálatok számára. Bécsben a brit Secret Intelligence Service (SIS, Titkos Hírszerző Szolgálat) helyi vezetője, Peter Lunn már 1948-tól lehallgatta a szovjet megszálló erők telefonvonalát, ami az angol szektoron át haladt. Ehhez csak néhány méteres alagutat kellett ásni.
A britek tájékoztatták amerikai szövetségeseiket erről a tevékenységükről, és a CIA részéről William King Harvey azt javasolta, hogy a bécsi tapasztalatok alapján Berlinben is szervezzék meg ezt a munkát. A művelet másik vezetője Frank Rowlett, a híres amerikai rejtjelfejtő lett.
Berlin a második világháború előtt az európai távközlési kábelek egyik fő központja volt. A CIA a háború után sikeresen beszervezte a kelet-berlini posta több alkalmazottját, akik révén megismerte a fő kábelek elhelyezkedését. Kiválasztották az egyik olyan pontot, Altglienicke városrészben, ahol jelentős kábelek haladtak az amerikai szektor közvetlen közelében. Egy ügynök 15 percig rákapcsolódott az egyik vonalra, és a SIS úgy értékelte, hogy az azon folyó forgalom értékes. Allen Dulles, a CIA igazgatója engedélyt adott a művelet megindítására, ami végül ötmillió dollárba került – ez rendkívül magas összeg volt a korban egyetlen műveletre.

## A kivitelezés
1953 októberében, majd decemberben a brit és az amerikai fél Londonban megállapodott a művelet során folytatandó együttműködés részleteiről. A britek főleg a kábelekre való rákapcsolódás technikájával foglalkoztak, mert ebben nagyobb tapasztalatuk volt. Megegyeztek abban, hogy a lehallgatott hanganyagot (telefonbeszélgetések) Londonban, a rejtjelzett anyagot Washingtonban dolgozzák fel.
A művelethez az Egyesült Államokban, Nagy-Britanniában és a helyszínen mintegy 600 embert kellett munkába állítani. A titoktartást rendkívül fontosnak tartották, különösen az alkalmazandó nagyszámú fordítóban láttak veszélyforrást. A kiszivárgások elkerülése érdekében a londoni egyeztetéseken mindössze 14 ember vett részt – de köztük volt George Blake, a Szovjetunió hírszerzője.

### Az építkezés
Az amerikaiak hosszú távra kibéreltek egy magántelket, és radarállomás létrehozásának fedése alatt (közel volt a schönefeldi repülőtér is) építkezésbe kezdtek. Egy raktárnak nevezett épület pincéjéből indították az alagút fúrását. A talajvíz és a megcélzott kommunikációs kábel sekély fekvése (fél méterre volt egy forgalmas útvonal alatt) miatt sok nehézséggel kellett megküzdeni. Ennek ellenére a 450 méteres, 2 méteres átmérőjű alagút 1955 februárjára elkészült. Összesen 3000 tonna földet termeltek ki és 125 tonna acélt építettek be.
Az elfogott jelek erősítésére szolgáló eszközöket az alagút utolsó 20 méteres szakaszában helyezték el. Az elért kábelek három kötegből álltak, amelyek egyenként 184 telefonvonalat tartalmaztak, ezekből 93 nyilvános telefonvezeték, 39 szovjet vonal és 52 különleges vonal volt. Volt még bennük 89 távíróvonal is, 42 nyilvános, 36 szovjet és 11 különleges. Az adatokat a „raktárépületben” elhelyezett magnetofonok tömege rögzítette. Az adatok vétele fokozatosan indult meg 1955 májusa és augusztusa között.

### A működtetés
A szovjetek úgy döntöttek, hogy egyelőre nem tesznek semmit az építkezés ellen. Az ő oldalukon mindössze tucatnyian tudtak az alagút létezéséről. A kémelhárítás helyi vezetője a károk enyhítése érdekében maga is belehallgatott a kábeleken folyó forgalmazásba, és az anyagokból mintát adott át a németországi szovjet haderő főparancsnokának, Andrej Antonovics Grecsko marsallnak. Ezután óvatos intézkedések történtek a legfontosabb titkos információk áramlásának más csatornákra terelésére. Orosz szakemberek még jóval a rendszerváltás után is határozottan tagadták, hogy ezt a csatornát hamis információk átjátszására használták volna, mert érvelésük szerint a KGB elsődlegesnek tartotta egyik legértékesebb ügynökének, George Blake-nek a biztonságát. A nyugati értékelések is ezt valószínűsítették.

## A művelet vége
A lehallgatott kábelek régiek, rossz műszaki állapotúak voltak; egy részük még a 19. századból származott. A művelet vezetői, akik már a kezdetektől tudták, hogy előbb-utóbb felfedezik őket, számítottak arra, hogy a szükségessé váló javítások miatt rá fognak bukkanni az alagútra. Ugyanez a körülmény a szovjeteknek is lehetőséget adott arra, hogy véletlennek álcázva vessenek véget a lehallgatásnak.
1956. április 22-én éjjel egy nagyobb javító csoport jelent meg az alagút vége felett és néhány óra alatt feltárták azt. Az amerikaiak és angolok jó előre mikrofonokat helyeztek el az alagút végén és az erősítő-teremben, így fültanúi lehettek annak, hogy a munkások és a kihívott szovjet tisztek meglepetése hajnalban teljes volt. Bár az alagút alá volt aknázva, a művelet vezetői az emberáldozatok elkerülése végett nem robbantották azt be, de a zónahatárnál feliratokat helyeztek el, valamint az alagút nyugati végében felállítottak egy géppuskát. Az alagutat átkutató szovjet katonákat szóban is felszólították a visszavonulásra, ami meg is történt. Délutánra az összes lehallgató kábelt elvágták.

### A tevékenység mérlege
Az PB Jointly művelet 11 hónap alatt mintegy 368 000 orosz és 75 000 német nyelvű beszélgetést küldött Londonba, illetve 18 000 szovjet és 11 000 NDK-s táviratot Washingtonba. A két hírszerzés még két és fél évig, 1958 szeptemberéig foglalkozott az anyagok feldolgozásával. A számtalan magánbeszélgetés mellett, ami legfeljebb a hangulat elemzésére volt használható, nagyon sok katonai adat birtokába is került a Nyugati a szovjet és az NDK-s haderőről, fegyverzetről, személyekről. A legfontosabb eredmény az volt, hogy megbizonyosodhattak: az NDK területén állomásozó szovjet erők a következő hónapokban nem terveznek offenzívát Nyugat-Berlin vagy Nyugat-Németország ellen.

## Propagandaküzdelem

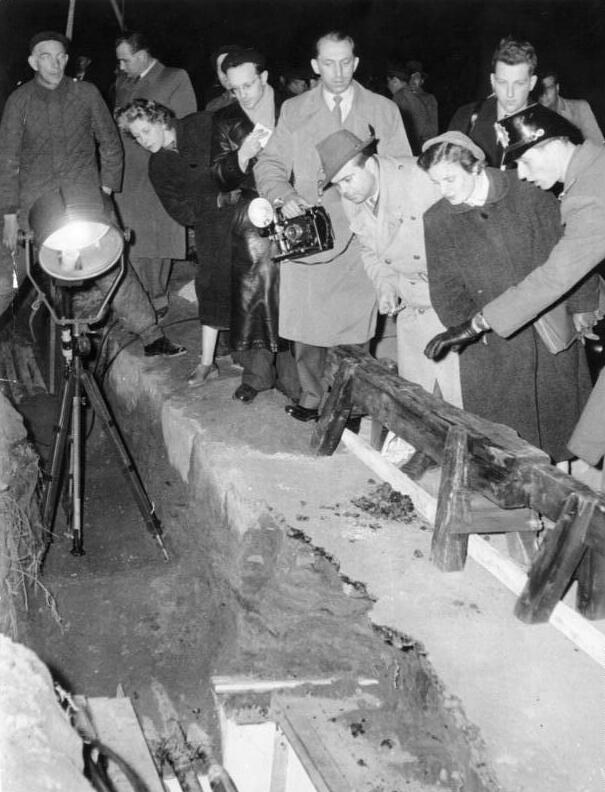
Sajtóbemutató

A hidegháború vége után az is kiderült, hogy a „felfedezésre” személyesen Nyikita Szergejevics Hruscsov, az SZKP első titkára, a szovjet állam de facto vezetője adott utasítást április 22-én. Hruscsov ekkor éppen több napos látogatáson tartózkodott Nagy-Britanniában, és egyebek között az akkoriban kibontakozó szuezi válságról tárgyalt. A berlini alagút „felfedezése” a britekre gyakorolt nyomás része volt, a nehéz tárgyalásoknak a szovjet érdekeknek megfelelő előrevitele érdekében.
A szovjet fél jól kidolgozott kommunikációs stratégiával készült az eseményre. Már április 23-án részletes utasítást küldtek Moszkvából a berlini nagykövetségre, miszerint sajtótájékoztatóra kell hívni a kelet- és nyugat-berlini újságírókat, valamint a propagandában kizárólag az amerikai félre kell hárítani a felelősséget, a britek szerepének említése nélkül.
Az újságíróknak részletesen bemutatták az izgalmas helyszínt, a világsajtót bejárták a képek. Az angol-amerikai fél nem volt felkészülve az össztűzre, csak a szokásos „no comment”-tel reagáltak. A számukra baráti sajtót azonban a háttérben megdolgozták, és a hidegháborús hangulatnak is megfelelően, az amerikai sajtó meglehetősen jóindulatúan nyilatkozott. „A szeretet alagútja”, „Csodás alagút”, „Jó helyre ment a pénz” és hasonló szalagcímekkel jelentek meg a lapok. A keleti sajtó természetesen napokon, heteken át ostorozta az amerikai kémek ezúttal szó szerint vehető „aknamunkáját”. Ezután az alagút keleti bejáratát kiépítették és látogatók fogadására rendezték be. 1956 őszéig több tízezren – köztük a nyitott berlini határon átlátogató nyugat-berliniek is – látogathatták meg az alagutat.

## A művelet utóélete
Az amerikai és az angol titkosszolgálatok számára csak 1961-ben, George Blake letartóztatásakor vált világossá, hogy az alagút létezéséről a szovjet fél mindvégig tudott.
1997-ben kiásták a kémalagút egyes részeit és azokat a berlini AlliiertenMuseumban állították ki. 1997. szeptember 22-én Szergej Kondrasov, George Blake egykori KGB-s összekötő tisztje és David Murphy, a CIA munkatársa a Láthatatlan front című közös könyvüket a kiásott alagútszakasz előtt mutatták be. Az alagút helyén a berlini városi tanács 2009-ben emléktáblát állított.
2007 elején a CIA összefoglaló jelentését az alagútról majdnem teljes egészében nyilvánosságra hozták a CIA honlapján is. Ebben került nyilvánosságra az akció hivatalos fedőneve (PB Jointly) is. Néhány hónappal később azonban az anyag lekerült az internetről és azt újra titkosították. Ez azt mutatja, hogy a hírszerzés történetének elavultnak látszó részletei is tartalmazhatnak még mindig érzékeny elemeket.

### Művészi feldolgozások
- Ian McEwan: The Innocent (Az ártatlan, regény)
- The Innocent (Az ártatlan; John Schlesinger 1993-as amerikai filmje Anthony Hopkins és Isabella Rossellini főszereplésével)
- T.H.E. Hill: Voices Under Berlin: The Tale of a Monterey Mary (Hangok Berlin alatt: Monterey Mary meséje, regény)